# Technologie-Zentrum Informatik und Informationstechnik
Das Technologie-Zentrum Informatik und Informationstechnik (TZI) ist ein Institut des Fachbereichs 1 Physik, Elektro- und Informationstechnik und des Fachbereichs 3, Mathematik und Informatik, der Universität Bremen. 2020 arbeiteten im TZI nach eigenen Angaben etwa 160 wissenschaftliche Mitarbeiter in rund 120 nationalen und internationalen Projekten.

## Geschichte
Das TZI wurde 1995 unter Federführung von Professor Otthein Herzog als Institut im Fachbereich Mathematik und Informatik gegründet. Mit Beschluss des Akademischen Senates der Universität Bremen am 13. Juli 2005 wurde das Zentrum für Informations- und Kommunikationstechnologie (ikom) als neuer Bereich in das TZI eingegliedert, so dass nun auch Arbeitsgruppen des Fachbereichs Physik, Elektro- und Informationstechnik beteiligt sind.
Zwei Leitthemen, die jeweils von interdisziplinären Teams erforscht werden, strukturieren die anwendungsorientierte Projektarbeit: Empowering Digital Media und Everyday Activity Science and Engineering Innovation (EASE Innovation).
Anwenderzentrierte Systeme die leicht bedienbar, sicher, robust und in vielfältigen menschlichen Umgebungen einsetzbar sind, stehen im Fokus vom Leitthema Empowering Digital Media. Ein Beispiel ist die Creative Unit „Intra-operative Information“: Hier arbeiten Wissenschaftler aus den Bereichen Informatik, digitale Medien, kognitive Systeme, Computergrafik und Radiologie mit Ärzten in verschiedenen Kliniken zusammen, um neue Technologien für den Operationssaal zu entwickeln. Andere Anwendungsbereiche sind beispielsweise Gesundheitsspiele für den Einsatz in der Physiotherapie oder die Wartung von Maschinen mithilfe von Computern, die am Körper getragen werden.
Das Leitthema EASE Innovation widmet sich zukunftsweisenden Technologien und Methoden der Künstlichen Intelligenz und Robotik mit dem Ziel menschengerechter Veränderungen in der digitalen Welt. Dabei strebt EASE Innovation den Technologietransfer in die Wirtschaft und Gesellschaft an. Mit diesem Ziel werden anwendungsnahe Forschungsprojekte durchgeführt, beispielsweise im Zuge des europäischen Rahmenprogramms „Horizon 2020“. Zu den Forschungspartnern zählen renommierte internationale Universitäten, Forschungsinstitute, Konzerne, aber auch mittelständische Unternehmen und Start-ups.
Weiterhin ist das TZI Initiator des Sonderforschungsbereichs (SFB) EASE (Everyday Activity Science and Engineering) der Deutschen Forschungsgemeinschaft. Im Rahmen des SFB wird gemeinsam mit weiteren Instituten der Universität Bremen, der TU München, der Universität Bielefeld, dem DFKI und der DLR mit neuen Ansätzen daran gearbeitet, dass Roboter abstrakte Anweisungen selbständig umsetzen – sie ermöglichen ihnen sozusagen das Lernen.

## Struktur
Das TZI wird von einem Vorstand geführt. Dieser besteht mit Stand von 2025 aus:
- Gabriel Zachmann (Direktor)
- Michael Beetz
- Anna Förster
- Rainer Malaka

Unterstützt wird der Vorstand durch die Forschungsmanager:
- Karsten Sohr
- Sabine Veit
- Gerald Volkmann

Die im Jahr 2022 bestehenden Arbeitsgruppen im TZI sind in folgende Leitthemen strukturiert:
- Everyday Activity Science and Engineering Innovation (EASE Innovation)
- Empowering Digital Media